# Enhanced Ground Proximity Warning System
Das Enhanced Ground Proximity Warning System (EGPWS) stellt eine Weiterentwicklung des Ground Proximity Warning System dar. Die Federal Aviation Administration empfiehlt die Benutzung des Oberbegriffs Terrain Awareness and Warning System (TAWS) für derartige Systeme. TAWS und EGPWS werden häufig synonym benutzt. EGPWS ist gleichzeitig ein Produktname von Honeywell Aerospace.

## Erweiterte Eigenschaften gegenüber GPWS

### Terrain Awareness and Display Function (TAD)
Diese Funktion ermöglicht die Erkennung potentieller Konflikte mit vorausliegenden Erhebungen und deren Anzeige auf einem Display. Bei mit EFIS ausgestatteten Flugzeugen ist dies normalerweise das Navigationsdisplay.

### Terrain Clearance Floor (TCF)
Alarmiert die Piloten im Falle gefährlich nahe kommender Erdoberfläche während des Anfluges.
TCF ergänzt den bestehenden GPWS-Modus 4.

## Technik

### Grundlagen
EGPWS arbeitet mit Hilfe der Flugzeugposition, die es entweder von einem GPS- oder Trägheitsnavigations-System erhält.
Die Terraindaten sind in einer Datenbank gespeichert, wobei die Genauigkeit der Informationen im Bereich von Flugplätzen am höchsten ist, da hauptsächlich hier die Gefahr eines CFITs (Controlled flight into terrain) besteht. Die Terrain-Daten wurden während der Shuttle Radar Topography Mission erhoben; diese Daten aus dem Jahre 2000 bilden einen Großteil der Erdoberfläche in einer horizontalen Genauigkeit von 3 Bogensekunden (90 m auf der Erdoberfläche) und 16 m (vertikal) ab. Durch die Inklination der Umlaufbahn bedingt konnte die Erde allerdings nur zwischen 60° Nord und 58° Süd kartiert werden. Die meisten Lücken in den SRTM-Daten wurden aber seither mittels stereoskopischen Bildern des Terra-Satelliten gefüllt.
EGPWS ermittelt daraus die Abstände zur Erdoberfläche in vier Richtungen:
- nach vorne
- nach unten
- zu beiden Seiten

### Referenzhöhe
- bei Sinken über 1000 Fuß pro Minute: Höhe, die bei gleich bleibender Sinkrate in 30 Sekunden erreicht sein wird
- in anderen Flugzuständen: Flughöhe

Die Flughöhe und die Höhe des Geländes basieren auf der gleichen Bezugsebene. Diese ist nicht zwangsläufig die Meereshöhe: im GPWS-Modus 4 kann dies auch die Höhe des Aufsetzpunktes sein.

### Gefahrenbereiche
Der Bereich von ±2000 Fuß über der Referenzhöhe ist in Intervalle eingeteilt, jedes Intervall stellt einen Gefahrenbereich dar. Sehr gefährlich ist der Bereich, der über +2000 Fuß über Referenzhöhe hinausragt.

### Anzeige
Auf dem Display werden in der Regel nur potentielle Gefahren angezeigt. Jedem Gefahrenbereich (siehe Grundlagen) wird dabei eine Farbe/Textur zugeordnet.

### Reaktionen auf Terrain-Warnungen
Auf Terrain-Warnungen hin ist sofort das Terrain Escape Manoeuvre einzuleiten. Dies nicht zu tun, ist ein typisches Beispiel für fatale Bestätigungsfehler und endet nicht selten mit Totalverlusten von Maschine und Passagieren/Besatzung.
Das Terrain Escape Manoeuvre wird durch Maximierung des Triebwerksschubs (z. B. durch den TOGA-Schalter) und durch Ziehen des Steuerknüppels bis knapp unter die Grenze des Strömungsabrisses gestartet, was aus der Maschine die maximale Steigleistung herausholt. Landekonfigurationen (Fahrwerk, Landeklappen, außer Luftbremsen) sind nicht zu verändern, außer bei Sichtkontakt ist geradeaus zu fliegen. Dabei treten bei Verkehrsmaschinen Beschleunigungswerte bis etwa 2,5 g auf. Terrain-Warnungen werden im Simulator ausgiebig trainiert, da deren Auftreten selten und immer überraschend kommt, sofort beantwortet werden muss und das Fliegen bis knapp unter die Grenze des Strömungsabrisses anspruchsvoll ist. Allerdings treten im Simulator nicht die erhöhten Beschleunigungskräfte auf, die für Verkehrspiloten sehr ungewohnt sind.

## Totalverluste
Bisher (Stand März 2019) sind in der zivilen Verkehrsluftfahrt vier Totalverluste durch CFIT von mit EGPWS ausgestatteten Flugzeugen bekannt geworden. In allen Fällen funktionierte das EGPWS vollständig, warnte rechtzeitig vor drohendem Bodenkontakt, wurde aber konsequent ignoriert.
- April 2010: Der Unfall einer Tupolew Tu-154 der polnischen Luftstreitkräfte nahe Smolensk. Das System warnte 21 Sekunden vor dem Crash mit TERRAIN AHEAD, eine Sekunde später folgten mehrere PULL UP-Befehle. Neben anderen Fehlern wurden auch diese Warnungen ignoriert (siehe auch Unfall einer Tupolev Tu-154 bei Smolensk).
- Juli 2010: Flug eines Airbus A321 der pakistanischen Airblue. Die Maschine wurde 10 NM vom Flughafen entfernt in einen Berg geflogen. Hinweise des Ersten Offiziers sowie 21 Warnungen des Systems wurden ignoriert (siehe auch Airblue-Flug 202).
- Mai 2012: Der Demonstrationsflug einer russischen Suchoi SuperJet 100. Die Besatzung hatte in der irrigen Annahme, die Warnungen seien falsch, das System ausgeschaltet (siehe auch Suchoi-Flug 36801).
- März 2015: Ein Airbus A320 der deutschen Fluggesellschaft Germanwings wurde bewusst durch den Co-Piloten mithilfe des Autopiloten auf das Bergmassiv zugesteuert. Aufnahmen des Voicerecorders belegen, dass das System 30 Sekunden vor dem Crash mit TERRAIN AHEAD warnte, eine Sekunde später folgten mehrere PULL UP-Befehle. All diesen Aufforderungen kam der Co-Pilot nicht nach.  (siehe auch Germanwings-Flug 9525).[5]